# 意大利職業一級足球聯賽
意大利職業一級足球聯賽（義大利語：Lega Pro Prima Divisione），俗稱意大利丙組一級足球聯賽，簡稱意丙一，曾是意大利足球联赛系统的第三级。丙级联赛分为两个区，每区各18支球队。1978年，原意大利足球丙级联赛分为两个级别，丙一级联赛与丙二级联赛。聯賽本名為意丙一（Serie C1），但2008年起改為「職業聯賽」。
每个赛季末，每区各有两支球队升入乙级联赛，3支球队降入丙二级联赛。
2014球季起，意丙一及二將合併成全身的職業聯賽（俗稱意丙），這個聯賽亦成為歷史。